# Antero Ojala
Yrjö Antero Ojala (10. prosince 1916 Terijoki – 5. února 1982 Lappajärvi) byl finský rychlobruslař.
Na Mistrovství světa startoval poprvé v roce 1934 (17. místo), o rok později se poprvé představil na Mistrovství Evropy (15. místo). Na Zimních olympijských hrách 1936 dosáhl svého největšího úspěchu, když v závodě na 5000 m vybojoval bronzovou medaili. Startoval i na ostatních tratích a na všech se umístil v první desítce (500 m – 8. místo, 1500 m – 9. místo, 10 000 m – 7. místo). Na světovém šampionátu se nejlépe umístil v roce 1937, kdy byl pátý. Během druhé světové války se účastnil finských mistrovství, po jejím skončení se na mezinárodní scéně objevil na Mistrovství Evropy 1947 (17. místo). Zúčastnil se zimní olympiády 1948, nejlépe byl dvanáctý na 1500 m, závod na 500 m dobruslil jako 14. nejrychlejší a na distanci 5000 m skončil na 26. příčce. Světové šampionáty absolvoval ještě v letech 1950 a 1952, v obou případech se umístil ve druhé desítce (16., resp. 18. místo). Aktivní sportovní kariéru ukončil po finském mistrovství 1953.